# نیکی گوچ
نیکی گوچ (انگلیسی: Nicky Gooch؛ زادهٔ ۳۰ ژانویهٔ ۱۹۷۳) اسکیت‌باز سرعت اهل بریتانیا است.